# Caricaturas de sábado por la mañana
"Caricaturas de sábado por la mañana" ("Saturday-morning cartoons" en inglés) es un término coloquial para la programación de series animadas originales que eran típicamente planificadas para transmitirse durante las mañanas de los sábados y domingos en las redes televisivas de las "Tres Grandes" en Estados Unidos. La popularidad del género tuvo una cumbre amplia desde mediados de los años 1960 hasta mediados de los años 1990; después de aquel punto declinó, al toparse con normas culturales cambiantes, competición aumentada de los otros formatos disponibles en todo momento, y regulaciones más opresivas. En las últimas dos décadas de la existencia del género, las caricaturas de sábado-domingo por la mañana eran principalmente creadas y estrenadas tratando de cumplimentar con las exigencias de controles en la programación televisiva para niños en los Estados Unidos, o E/I. Redes televisivas menores, además de PBS no-comerciales en algunos mercados, continúan transmitiendo programación animada el sábado y domingo cumpliendo parcialmente con aquellos mandatos.
En los Estados Unidos, el horario generalmente aceptado para que estos y otros programas para niños se transmitan durante las mañanas de los sábados era de 8:00 a. m. hasta aproximadamente 1:00 p. m. (huso horario oriental). Hasta finales de los años 1970, las redes estadounidenses también tuvieron un cronograma de la programación para niños en las mañanas de domingos, aunque la mayoría de programas en estos horarios eran repeticiones de series de sábados por la mañana que ya estaban fuera de producción. En algunos mercados, algunas series eran pre-vaciadas en favor de redifusión u otros tipos de programación local. Caricaturas de sábado y domingo por la mañana estuvieron en gran parte descontinuadas en Canadá ya durante 2002. En los Estados Unidos, The CW continuó transmitiendo caricaturas no-E/I hasta finales de 2014; entre las "Tres Grandes" redes importantes tradicionales, la caricatura final ajena a E/I (Kim Possible) data de una última transmisión en 2006. Redes televisivas por cable desde entonces revivieron la práctica de estrenar la mayoría de su propia programación animada popular durante sábado y domingo a la mañanas en bases esporádicas.

## Historia

### Caricaturas iniciales
A pesar de que el horario de sábado por la mañana siempre presentó un conjunto extenso series televisivas para niños a partir de principios de los años 1950, la idea de encargar series animadas nuevas para estrenarse específicamente durante las mañanas de los sábados tomó mayor impulso durante mediados de los años 1960, cuándo las redes de televisión se dieron cuenta de que podrían concentrar la atención de los niños televidentes en aquella esa mañana para apelar a los publicistas, notablemente fabricantes de juguetes y cereales de desayuno. Además, animación limitada, como aquellas producidas por estudios tales como Filmation, DePatie–Freleng Enterprises, Total Television, Jay Ward Productions y Hanna-Barbera, era lo bastante económicas como para producir en cantidad suficiente para llenar ese bloque de cinco horas de tiempo, en comparación con la programación de imagen real. Aunque tiempo de producción y sus costes eran indudablemente más elevados con la programación animada, el coste de talento era por lejos mucho menor (los actores de voz devinieron en ser reconocidos por su capacidad de interpretar varios personajes de manera simultánea, a veces incluso en la misma serie) y las redes podrían retransmitir programación animada para niños más frecuentemente que en el caso de las series de imagen real, debido a la creencia que los niños en general no recordarían las transmisiones originales en un grado suficiente como para perder interés tan rápido, contrarrestando así cualesquiera de las posibles desventajas financieras. Este experimento probó ser exitoso, y esa franja horaria estuvo repleta con programación provechosa.
Hasta finales de los años 1960, una cantidad de caricaturas de sábado por la mañana eran reposiciones de series animada originalmente hechas para el horario de máxima audiencia durante una ráfaga breve de tales series unos cuantos años antes. Estas incluyeron a Los Picapiedra, Don Gato, Los Supersonicos y Jonny Quest de Hanna-Barbera, The Alvin Show de Ross Bagdasarian, y Beany y Cecil de Bob Clampett.
Algunos programas de sábado por mañana constaron de telecasts de las caricaturas más viejas originalmente hechas para salas de cine, como cortometrajes de Looney Tunes y Merrie Melodies producidos por Warner Bros., cortometrajes de Tom y Jerry producidos por Metro-Goldwyn-Mayer y dirigidos por William Hanna y Joseph Barbera para aquel estudio con anterioridad a establecer su compañía propia; cortometrajes de Mighty Mouse y Heckle y Jeckle producidos por Terrytoons de Paul Terry, y los cortometrajes de Woody Woodpecker de Walter Lantz (suministrados por Universal Pictures). Durante los años 1960 y 1970, no era insólito tener cortometrajes animados producidos con ambos cine y televisión en mente (DePatie-Freleng, establecido por dos empleados anteriores de Warner Bros., era particularmente asociado con este modelo empresarial), de modo que por vender los contrometrajes a los cines, los estudios podrían proporcionar un presupuesto más alto del que de otra forma tendría disponible siendo solo para televisión, el cual en esa época todavía era un medio libre para el fin-usuario, excepto una minoría de casas que tuvieran televisión por cable, que entonces era estrictamente un medio para entregar señales de estaciones de televisión distante. Algunos de estos personajes legado más tarde aparecieron en "versiones" nuevas por otros productores (Tom y Jerry por Hanna y Barbera para su propia compañía, y más tarde por Filmation; Mighty Mouse por Filmation y más tarde por Ralph Bakshi; Pink Panther and Sons por Hanna-Barbera con Friz Freleng como asesor).
El resto de la programación de sábado por la mañana de las redes televisivas estuvieron rellenadas por retransmisiones de series de imagen real filmadas en blanco y negro hechas durante los años 1950, normalmente con trasfondos de western (El Llanero Solitario, The Roy Rogers Show, Sky King, Fury, Las aventuras de Rin Tin Tin, Mi Amigo Flicka, etc.) y ocasionalmente series de imagen real de estreno como La Tierra Mágica de Allakazam, los episodios a color más tardíos de Howdy Doody, The Shari Lewis Show, Shenanigans, y Watch Mr. Wizard.
Estaciones independientes (estaciones de televisión no afiliadas con redes) normalmente no transmitían caricaturas durante los sábados por la mañana, transmitiendo en cambio largometrajes (normalmente westerns o series de películas de bajo presupuesto como The Bowery Boys o Bomba, the Jungle Boy), capítulos de cine serial "cliffhanger", cortometrajes de comedia originalmente hechos para salas de cine (Laurel y Hardy, Los Tres Chiflados, y Our Gang), series de imagen real sindicadas más antiguas como Las Aventuras de Superman, The Cisco Kid, Ramar of the Jungle, The Abbott and Costello Show, Las Aventuras de Robin Capote, Hopalong Cassidy, Flash Gordon, y Sheena, Reina de la selva, y espectáculos de deportes regionales, a menudo programas de lucha libre o bowling. Esto era una estrategia de contraprogramación apuntada a ya sea niños quién no estuvieran interesados la programación de red típica o los adultos que en ese horario quisieran mirar algo que no fueran caricaturas.
Las caricaturas basadas en material publicitario estuvo restringido por la Comisión de Comercio Federal a finales de los años 1960. Un ejemplo notable es Linus the Lionhearted, la cual se transmitió desde 1964 hasta 1969. Los personajes en la serie eran tomados de cereales de Post, y los anuncios para cada uno de los cereales utilizaron un estilo de arte idéntico al programa, el cual lo habría hecho más difícil para los niños poder distinguir los anuncios publicitarios del programa real.

## 1960-1980

### 1960
A mediados de la década 1960 se produjo un auge de las series de dibujos animados de superhéroes, algunas adaptadas de cómics (Superman, Aquaman, Spider-Man, Fantastic Four) y otras originales (Space Ghost, The Herculoids, Birdman and the Galaxy Trio, etc.) . También se incluyeron parodias del género de superhéroes (Underdog, The Super 6 y George of the Jungle, entre otros). Otro desarrollo fueron las caricaturas basadas en música popular, que presentaba tanto a grupos musicales de la vida real (The Beatles, The Jackson 5ive y The Osmonds) como a músicos de estudio anónimos (The Archies, Josie and the Pussycats); esto fue particularmente popular durante el apogeo de la música bubblegum pop de alrededor de 1968 a 1972. Las series de imagen real continuaron hasta cierto punto con H.R. Pufnstuf y Sigmund and the Sea Monsters de Sid y Marty Krofft, The Banana Splits de Hanna-Barbera, Lancelot Link, Secret Chimp de Stan Burns y Mike Marmer, Curiosity Shop de ABC (producida por Chuck Jones), la muy popular The Monkees de Don Kirshner y la comedia bufonesca británica Here Come the Double Deckers.

### 1970
Con la década 1970 llegó una ola de versiones animadas de series populares de imagen real del horario estelar, principalmente con las voces de los actores originales, incluidos The Brady Bunch (The Brady Kids), Star Trek (Star Trek: The Animated Series), Emergency! (Emergency +4), Gilligan's Island (The New Adventures of Gilligan y más tarde Gilligan's Planet durante la década 1980), Happy Days (The Fonz and the Happy Days Gang), Laverne & Shirley (Laverne & Shirley in the Army), Mork & Mindy (Mork & Mindy/Laverne & Shirley/Fonz Hour), The Partridge Family (Partridge Family 2200 A.D.; el elenco también era semirregular en Goober and the Ghost Chasers) y The Dukes of Hazzard (The Dukes). Más vagamente adaptado fue The Oddball Couple, que convirtió a los compañeros de piso dispares que no coincidían de Neil Simon en un perro descuidado y un gato fastidioso. Muchos de estos spin-offs animados presentaban historias y escenarios que no serían creíbles o factibles en la mayoría de las series de imagen real (como viajes alrededor del mundo y/o al espacio). Los lazos entre los spin-offs animados y sus orígenes de imagen real variaron ampliamente, dependiendo de la cantidad de aportes que el elenco y el equipo original estuvieran dispuestos a contribuir (y cuánto las compañías de animación estuvieran dispuestas a pagar por ese talento); en retrospectiva, los fans generalmente no tratan a estas versiones animadas de las series de televisión como canónicas.
Otras adaptaciones de personajes y propiedades familiares incluyeron a Tarzán (Tarzan, Lord of the Jungle), Planet of the Apes (Return to the Planet of the Apes), Lassie (Lassie's Rescue Rangers) y Godzilla. Al mismo tiempo, el gran éxito de Scooby-Doo, Where Are You! generó numerosas imitaciones, combinando personajes adolescentes al estilo de The Archie Show y animales parlantes con historias de misterio ligeras (Speed Buggy, Jabberjaw, etc.) El comediante Bill Cosby mezcló con éxito elementos educativos con tanto la comedia como la música en la popular y longeva serie Fat Albert and the Cosby Kids.
Filmation, principalmente una compañía productora de dibujos animados, también produjo varias series de imagen real de sábados por la mañana durante la década 1970, incluidas Shazam! (con algunas secuencias animadas) y The Secret of Isis, Jason of Star Command, The Ghost Busters (no relacionada con la exitosa película homónima de 1984, sino un proyecto vehículo de 1975 para las ex estrellas de F Troop, Larry Storch y Forrest Tucker) y Uncle Croc's Block.

### 1980
El éxito de los juguetes de Star Wars convenció a los fabricantes del enorme potencial de ganancias en el desarrollo de sus propias propiedades intelectuales en las cuales basar sus juguetes. Junto con la interpretación más relajada de la Comisión Federal de Comunicaciones (FCC) de las regulaciones de programación bajo la presidencia de Ronald Reagan, esto condujo a la era de los "comerciales de juguetes de media hora" que se convirtieron casi en sinónimo de los dibujos animados de la década 1980. Los primeros fueron Masters of the Universe y G.I. Joe: A Real American Hero en 1983, seguido de The Transformers, M.A.S.K., Jem, ThunderCats, SilverHawks, Visionaries: Knights of the Magical Light, My Little Pony y varios otros. Los dibujos animados definidores de la década 1980 que tenían líneas de juguetes asociadas, pero que no se crearon específicamente con el propósito de vender juguetes, incluyeron a Teenage Mutant Ninja Turtles, que comenzó como una serie de cómics independiente, y The Real Ghostbusters, basada en la película Ghostbusters de imagen real de 1984; ambos continuaron produciéndose durante la década 1990 y, de hecho, Teenage Mutant Ninja Turtles duró tanto que la mayoría de sus episodios se produjeron y emitieron en la década 1990, aunque todavía se asocia más en la mente del público con la década 1980 debido a cambios importantes en el formato y tono hacia el final de la transmisión de la serie.
Una adaptación de Hanna-Barbera de la tira cómica belga Los Pitufos se convirtió en un gran éxito durante la década 1980, trayendo consigo otras series con escenarios de estilo cuento de hadas (My Little Pony, Monchichis, The Biskitts, Trollkins, Snorks, etc.). La mayoría de los géneros que se hicieron populares en generaciones anteriores (animales parlantes, superhéroes, misterio para adolescentes, ciencia ficción y adaptaciones en imagen real) continuaron apareciendo también, con la excepción de las caricaturas de bandas musicales (solo una notable, la sindicada Jem, surgió en la década 1980), ya que en este punto, los videoclips de bandas reales se estaban volviendo comunes en la televisión estadounidense a raíz del auge de MTV. CBS y el equipo de producción de Lee Mendelson y Bill Melendez, aclamados por sus especiales en horario estelar ganadores del premio Emmy adaptados de la tira cómica Peanuts de Charles M. Schulz, llevaron a los personajes de Schulz a los sábados por la mañana en The Charlie Brown and Snoopy Show durante varios años; más tarde, durante la década 1980, la exitosa tira cómica y los especiales de televisión de Garfield se adaptaron en la serie Garfield and Friends, de larga duración, también en CBS.
Otras adaptaciones de personajes y propiedades familiares incluyen Lone Ranger, Star Wars (Star Wars: Droids y Star Wars: Ewoks) y El Zorro (The New Adventures of Zorro).
Desde mediados de la década 1980 hasta principios de la década 1990, se introdujeron series con versiones más jóvenes o infantiles de personajes de la década 1970 y anteriores, como Muppet Babies, A Pup Named Scooby-Doo y The Flintstone Kids.

## Reacción adversa de grupos de vigilancia
Los grupos de cabildeo de padres como Action for Children's Television se formaron a fines de la década 1960. Expresaron su preocupación por la presentación de comercialismo, violencia, actitudes y estereotipos antisociales en las caricaturas de los sábados por la mañana. Durante la década 1970, estos grupos ejercieron suficiente influencia, especialmente en el Congreso de los Estados Unidos y la Comisión Federal de Comunicaciones, que las cadenas de televisión se sintieron obligadas a imponer reglas de contenido más estrictas para las casas de animación. Para 1978, la Comisión Federal de Comercio estaba considerando abiertamente una prohibición de toda la publicidad durante la programación de televisión dirigida a niños en edad preescolar y restricciones severas en la publicidad de otros programas para niños, los cuales habrían acabado con el formato; la comisión finalmente abandonó la propuesta.
Se alentó a las redes a crear anuncios educativos que intentaran usar metraje de animación y/o imagen real para enriquecer el contenido, probablemente como un compromiso entre los grupos de defensa por un lado y las redes y los productores por el otro. La serie Schoolhouse Rock! de ABC se convirtió en un clásico de la televisión recordado con cariño; ABC también tuvo varios otros largometrajes animados de formato corto, incluidos Time for Timer y The Bod Squad, que tuvieron una transmisión longeva. Igual de notables fueron los segmentos de noticias para niños de CBS, In the News, y Ask NBC News y One to Grow On de NBC, que presentaban sketchs de problemas cotidianos con consejos de las estrellas de los programas de horario estelar de NBC.

## Declive
El declive de su franja horaria comenzó a principios de la década 1990 por una variedad de razones, la mayoría de las cuales estaban vinculadas a la transición multicanal más amplia que afectó a numerosos géneros de televisión. Entre los factores directos e indirectos del declive de las caricaturas de los sábados por la mañana:
- Declives creativos y estancamiento en los principales estudios de animación televisiva; a fines de la década 1980, los principales productores de los sábados por la mañana, como Hanna-Barbera y Filmation, ya habían reciclado hasta el cansancio una cantidad limitada de tropos comunes y personajes comunes mal desarrollados en numerosas ocasiones durante las dos décadas anteriores.
- El auge de los programas animados sindicados de primera transmisión, que generalmente tenían una mayor libertad artística y estándares más flexibles que los que se transmitían en una red y, en cambio, se emitían durante las tardes de los días laborables. Estos programas incluyeron a G.I. Joe: A Real American Hero, The Transformers, Voltron, ThunderCats, He-Man and the Masters of the Universe, DuckTales, las dos primeras temporadas de Tiny Toon Adventures y las tres primeras temporadas de Teenage Mutant Ninja Turtles.
- La introducción por parte de la FCC del mandato "E/I" en 1990, luego se hizo más explícito en 1996. Esto requería que todas las cadenas de transmisión emitieran programas para niños "educativos e informativos" durante al menos tres horas a la semana, lo que impuso importantes límites creativos a lo que podría transmitirse en la televisión para niños (ya que las cadenas desviaron su horario de programación para niños existente para cumplir con los mandatos de E/I). "Weird Al" Yankovic señaló que él a menudo recibía quejas de Broadcast Standards and Practices sobre el contenido que los niños podían imitar en su serie híbrida de imagen real/animación The Weird Al Show y que calzar el programa para que se ajustara a los mandatos de E/I era un "trato con el diablo", ya que era la única forma en que Yankovic podía hacer que se transmitiera el programa (dicho programa se canceló después de 13 episodios principalmente debido a estas restricciones creativas).
- Al mismo tiempo que E/I, la Comisión Federal de Comercio (FCC) prohibió la publicidad tanto de números de teléfono de tarifa prémium como de productos vinculados durante el horario destinado a la programación para niños. Esto eliminó grandes fuentes de ingresos para los programas para niños en las cadenas de televisión. La acción de la FCC en este campo contrastaba marcadamente con la orientación general de la agencia hacia la desregulación en ese momento, influenciada por el sentimiento político conservador predominante en ese momento.
- El auge de las cadenas de televisión por cable, tales como Disney Channel, Nickelodeon y Cartoon Network, que brindaban atractivo entretenimiento animado durante la semana casi a todas horas, hizo que los horarios de los sábados por la mañana fueran mucho menos importantes para los jóvenes espectadores y anunciantes. Los canales de cable tenían la ventaja adicional de estar fuera del alcance de las regulaciones de contenido ejercidos por la FCC y no tenían que cumplir con las regulaciones educativas y vetas publicitarias; dentro de un año de la imposición del mandato E/I, Nickelodeon superó a todas las cadenas de transmisión en los índices de audiencia de los sábados por la mañana. Actualmente existen al menos 10 canales especializados en programación para niños. La televisión por cable también estaba mejor posicionada para retransmitir la programación para niños como otra fuente de ingresos en un mercado cada vez más fragmentado.
- La mayor disponibilidad de servicios de video doméstico (tanto en formato físico como luego a través de Internet en la forma de vídeo bajo demanda), que, al igual que el cable, permitía a los niños ver sus dibujos animados favoritos en cualquier momento.
- Un aumento en la participación de los niños en las actividades de los sábados fuera del hogar, ocasionado por prácticas de crianza más enfocadas en los niños (por ejemplo, crianza de hiperpadres) que se pusieron de moda en ese momento. Esto significó que los padres buscaban cada vez más activamente reducir la influencia de la televisión en sus niños, para que no fuera como una "niñera" para ellos, como algunos de los grupos activistas se habían quejado al respecto anteriormente.
- La legalización gradual del divorcio sin culpa en los Estados Unidos a lo largo de las décadas 1970 y 1980, lo que provocó un aumento en los divorcios y el deseo de los padres de hacer un uso más productivo del tiempo con sus hijos. Los períodos de visita para el padre con custodia secundaria a menudo ocurrían los sábados por la mañana y por la tarde, cambiando las rutinas de estos niños de un horario fijo todos los fines de semana, nuevamente, alejándolos de los televisores.
- El crecimiento y la rápida mejora en la calidad de los sistemas de videojuegos domésticos. Inicialmente, los videojuegos no eran una presencia directamente dañina para los dibujos animados de los sábados por la mañana, ya que los personajes que aparecían en ellos se podían convertir fácilmente en franquicias de animación; con la excepción destacada de Pokémon en el siglo XXI, los dibujos animados relacionados con videojuegos desaparecieron a principios de la década 1990 y la audiencia en su mayoría maduró su atención hacia videojuegos más orientados a temáticas adultas.

El declive de los dibujos animados de los sábados por la mañana coincidió con un aumento en la animación para adultos y una ola de estudios de animación nuevos impulsados por creadores, que experimentaron un resurgimiento (en gran parte en el horario de máxima audiencia) durante la década 1990 cuando los dibujos animados de los sábados por la mañana cayeron en desgracia, al igual que los largometrajes animados (véase, por ejemplo, el Renacimiento de Disney). Impulsadas por el requisito continuo de programación educativa, las redes continuaron transmitiendo algunos dibujos animados hasta bien entrada la década 2000; en este punto, estos consistían en retransmisiones rediseñadas de bloques de dibujos animados de televisión por cable o subcontratados importados de fuera de Estados Unidos. A medida que la popularidad de estos bloques siguió disminuyendo y no surgieron programas exitosos de ellos, a principios de la década 2010 las cadenas comenzaron una erradicación total de dibujos animados en su programación, con las principales cadenas optando por cumplir con sus mandatos educativos encargando series de imagen real, en su mayoría series documentales/de interés humano que eran relativamente menos intensivas en mano de obra y costosas de producir (y, lo que es más importante para las cadenas, menos restrictivas con respecto a comerciales). Parte del espacio que anteriormente ocupaban los dibujos animados de los sábados por la mañana sería ocupado por infomerciales (en las estaciones locales) y una cobertura ampliada del fútbol americano universitario en la televisión,[cita requerida] ambos se expandieron enormemente como resultado de decisiones gubernamentales separadas en 1984.